# Platja de Binigaus
La platja de Binigaus està situada a l'illa de Menorca i concretament al Sud del municipi d'Es Migjorn Gran.

## Descripció
Aquesta platja està situada a quatre quilòmetres d'Es Migjorn Gran. Es troba entre les Puntes de Rabiosa i Rodona, propera a la urbanització de Sant Tomàs.
Aquesta platja forma part de l'ANEI que va des de Cala Galdana fins a Binigaus. Per accedir-hi s'ha d'anar a peu des de la platja de Sant Adeodat pel camí de cavalls.
Aquesta és una platja d'arena blanca, situada al final del barranc que té el mateix nom, des d'on podrem accedir a la cova dels Coloms.